# Tinkham Cycle Company
Tinkham Cycle Company war ein US-amerikanischer Hersteller von Automobilen.

## Unternehmensgeschichte
Julian R. Tinkham leitete das Unternehmen mit Sitz in New Haven in Connecticut. 1898 stellte er einen Prototyp her. Er wurde im Januar 1899 auf einer Ausstellung im Madison Square Garden präsentiert. In dem Jahr begann mit Hilfe der Denison Motor Carriage Company, an der Tinkham beteiligt war, die Produktion von Automobilen. Der Markenname lautete Tinkham. Noch 1899 endete die Produktion.

## Fahrzeuge
Das einzige Modell war ein Dreirad. Es hatte einen Zweizylinder-Zweitaktmotor und Kettenantrieb. Das Fahrgestell hatte 137 cm Radstand.